# Kirchensaal der Herrnhuter Brüdergemeine (Herrnhut)

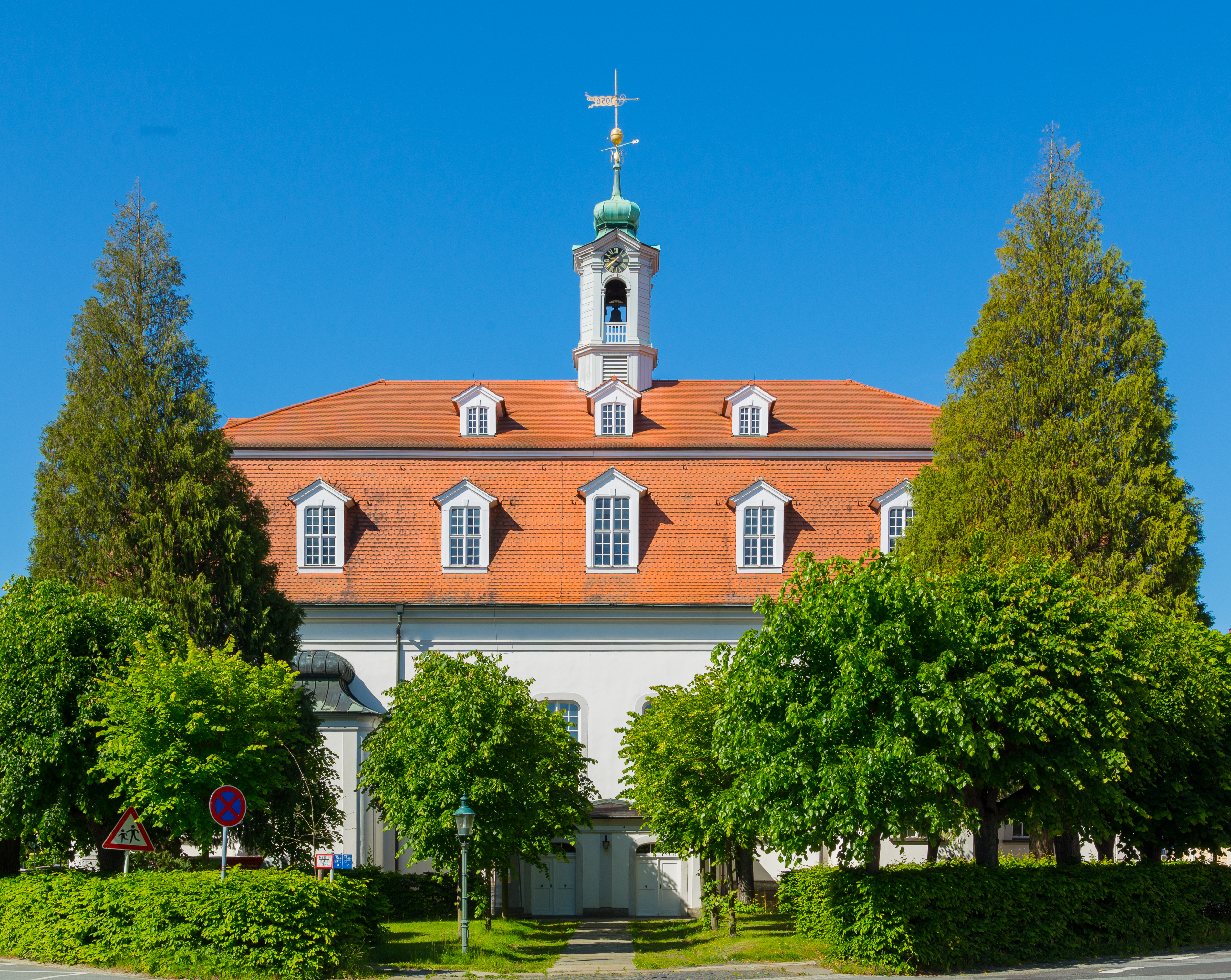
Außenansicht 2019 (von Nordosten)

Der Kirchensaal (auch Kirchsaal, Gemeinsaal oder Betsaal) ist das zentrale Kirchengebäude der Herrnhuter Brüdergemeine in Herrnhut im Landkreis Görlitz. Das heutige Gebäude mit dem zweigeschossigen Großen Saal und zwei Seitenflügeln, in denen sich jeweils Vorräume mit Treppenaufgang und weitere Räume für die kirchliche Nutzung befinden, ist das Ergebnis des Wiederaufbaus des 1756/1757 errichteten Saals, der am 8./9. Mai 1945 durch Brandeinwirkung zerstört wurde. Das frühere „Gemeinhaus“ von 1724, das sich an der Platzseite des Gebäudekomplexes befand und den ersten Gemeindesaal enthielt, wurde nicht wieder aufgebaut. Hier befindet sich heute der Kirchgarten mit einem Glockentürmchen als Mahnmal.
Am 26. Juli 2024 wurde Herrnhut als Teil von vier von der Brüdergemeine gegründeten und nach deren städtebaulichen Vorstellungen einheitlich gestalteten Siedlungen in das UNESCO-Weltkulturerbe aufgenommen. Dazu gehört auch der Kirchensaal.

## Geschichte

### Gemeinhaus

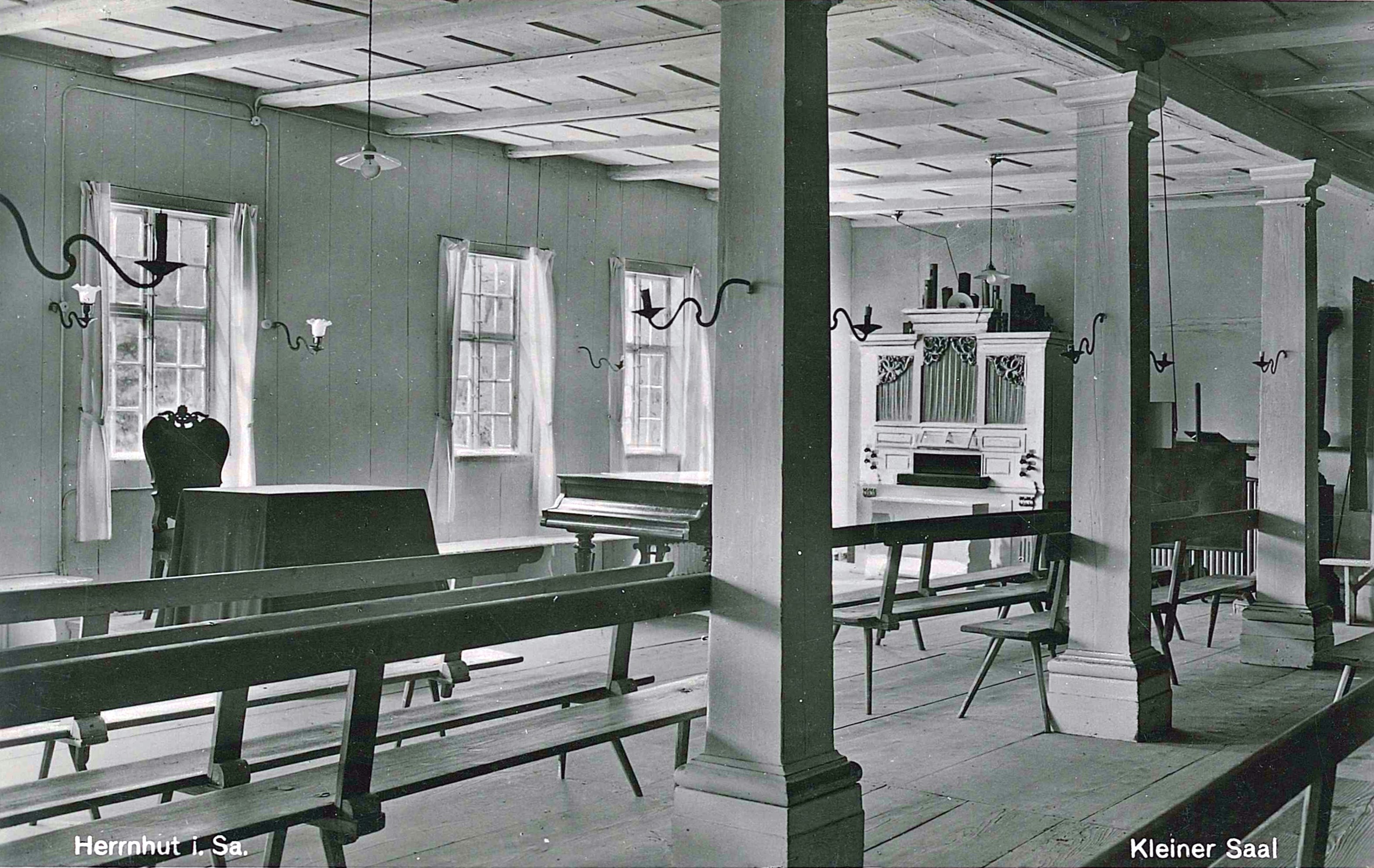
Kleiner Saal im Gemeinhaus (vor 1945)

Der erste Versammlungssaal befand sich in dem 1724/1725 errichteten „Großen Haus“, später „Gemeinhaus“ genannt, das ursprünglich als Landschule für Adlige diente. Dieses Haus war im Erdgeschoss aus Bruchsteinen und im zweiten Geschoss in Fachwerkbauweise errichtet. In diesem Obergeschoss befand sich die „Aula“ der Schule. Dort trafen sich die Einwohner Herrnhuts unter der Woche zu Andachten, Bibelstunden, Gebetsversammlungen und Ähnlichem. Der reguläre Sonntagsgottesdienst fand hingegen in der lutherischen Kirche in Berthelsdorf statt, zu deren Kirchspiel Herrnhut gehörte. Daher wurde der Saal im Herrnhuter Gemeinhaus nicht als neuer kirchlicher Sakralraum empfunden, sondern als gemeindlicher Versammlungsraum in Ergänzung zur vorhandenen Kirche, der dementsprechend schlicht und funktional gestaltet werden konnte. Da immer mehr Menschen nach Herrnhut zogen, wurde der Versammlungssaal bald zu klein und musste 1731 und 1749 erweitert werden. Der Saal wurde später als „Kleiner Saal“ bezeichnet und bestand bis 1945.

### Kirchensaal 1756–1945

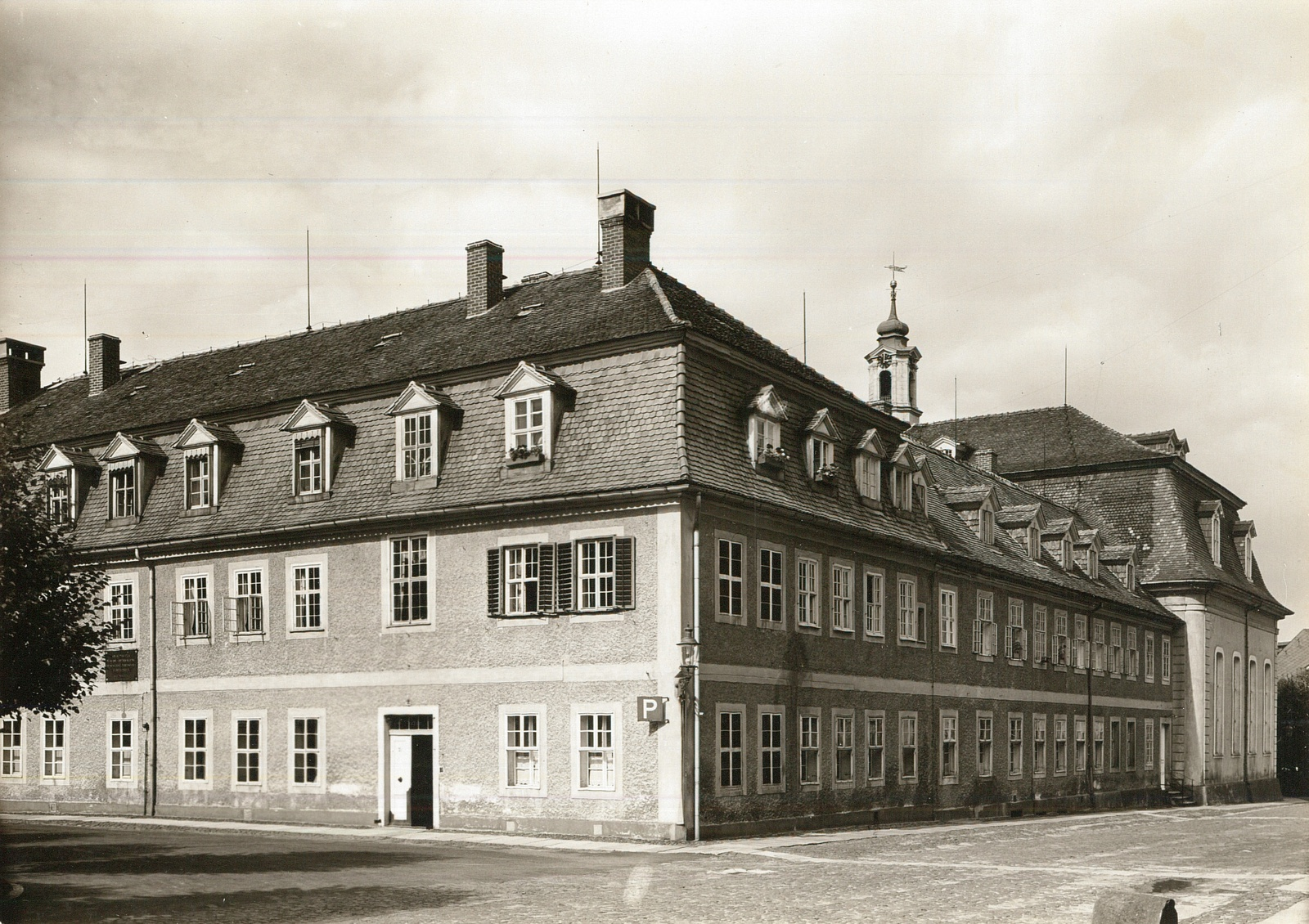
Gemeinhaus (vorn) und Kirchensaal 1938

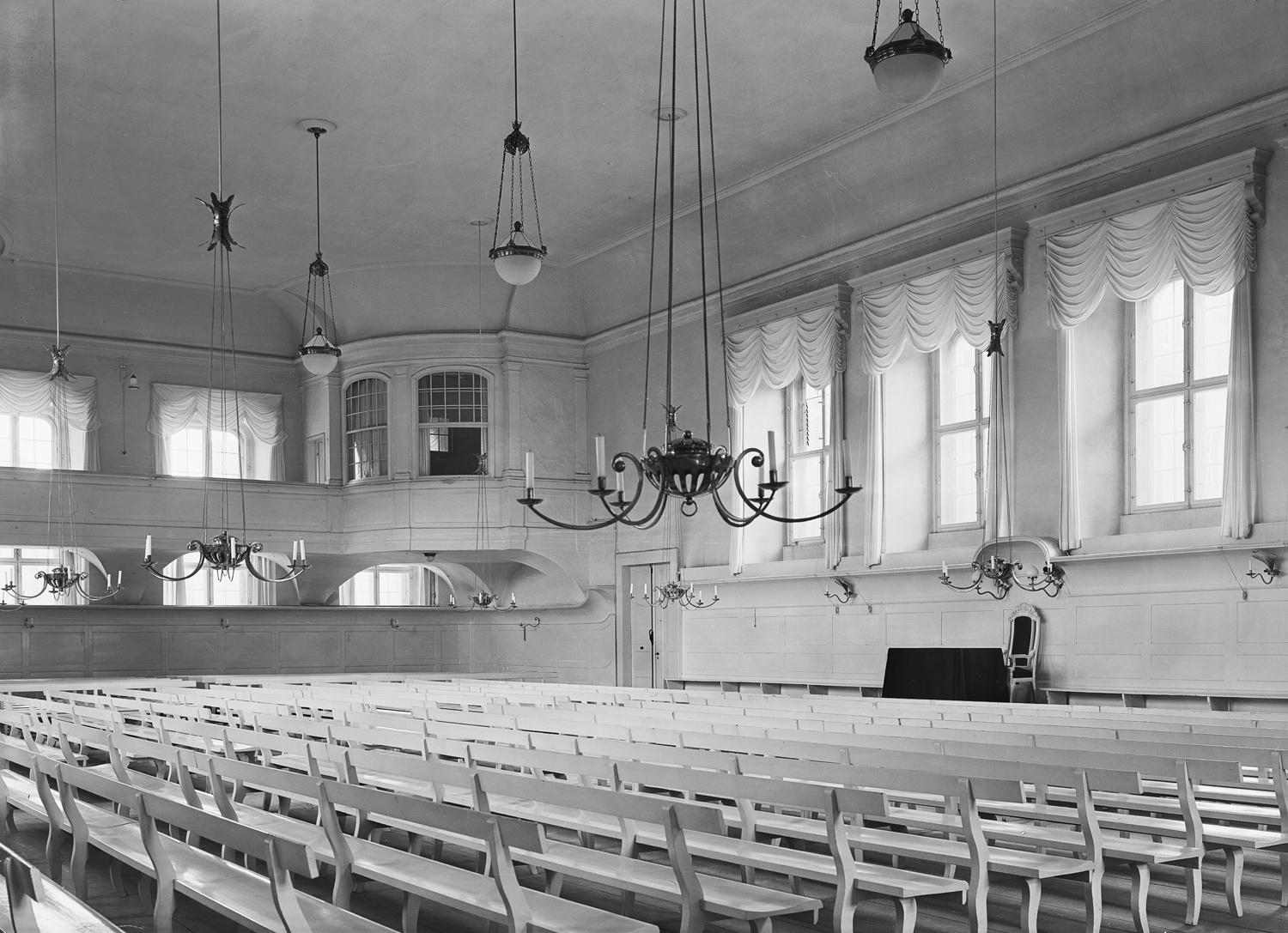
Innenraum 1938

Herrnhut wuchs weiter und zählte bald mehr Einwohner als Berthelsdorf. Daher verhandelte man über eine Loslösung vom Berthelsdorfer Kirchspiel und die Gründung einer selbstständigen Gemeinde. Hierfür wurde ein eigenes Kirchengebäude gebraucht. Dafür bot sich das Grundstück hinter dem Gemeinhaus an. Die Grundsteinlegung erfolgte am 12. Mai 1756. Anwesend waren zahlreiche Adlige. Unter den 164 Gästen waren 64 Personen aus gräflichen, freiherrlichen oder adligen Familien. 15 Monate später wurde am 13. August 1757 die Einweihung gefeiert. Baumeister war Sigmund August von Gersdorf (1702–1777), der in seiner Jugend als Page von Kabinettsminister Christoph Heinrich von Watzdorf gute Kenntnisse im Zivil- und Festungsbau erworben hatte. Die Aufsicht über das Bauvorhaben führte der türkischstämmige Ernst Albert Christiani, der 1735 zum Christentum konvertiert und in Dresden getauft worden war und seit 1751 in Herrnhut lebte.
Moritz von Schweinitz lieferte den Entwurf für den Dachreiter, der dem Gebäude 1763 hinzugefügt wurde. Die Wetterfahne in Rokoko-Form ist mit 1763 bezeichnet. 1764 baute man an der Längsseite zwei Gewölbe als Leichenkammern an und 1779 eine umlaufende hölzerne Vertäfelung (Lambris) im Innenraum. Das ursprüngliche Schindeldach wurde 1803/1804 durch eine Ziegeldeckung ersetzt. Zur Beleuchtung hatte der Raum Kerzenleuchter an der Wand und acht von der Decke hängende vierarmige Messingleuchter, die im Jubiläumsjahr 1822 durch acht sechsarmige Messingleuchter ersetzt wurden. Insgesamt acht Leuchter wurden nach dem Zweiten Weltkrieg saniert beziehungsweise rekonstruiert und 2022 in Hamburg aufgearbeitet. Seit Weihnachten 2022 sind sie wieder in Funktion.

### Kirchensaal nach 1945
Ein von sowjetischen Soldaten in der Nacht vom 8. zum 9. Mai 1945 gelegtes Feuer vernichtete 31 Häuser im Ortskern von Herrnhut, darunter auch das Gemeinhaus und den Kirchensaal. Auch die alten Baupläne verbrannten weitgehend. Durch zahlreiche Flüchtlinge wuchs die Einwohnerzahl Herrnhuts nach dem Krieg schnell wieder an. Die Gottesdienste fanden im alten Töchterschulheim statt, das heute das Gäste- und Tagungshaus der Brüdergemeine beherbergt.
Wenige Jahre nach der Zerstörung wurde der Wiederaufbau des Kirchensaals begonnen. Die stehengebliebene 160 Zentimeter dicke Außenwand wurde gesichert und große Mengen Schutt wurden von Gemeindegliedern in Arbeitseinsätzen entfernt. Den Vorschlag, Ziegelsteine aus dem Bauschutt zu bergen, zu reinigen und für den Wiederaufbau zu verwenden, lehnte die Stadt ab. Vorrang hatte der Bau von Wohnhäusern; Kirchen standen in der Priorität an fünfter und damit letzter Stelle. Das Landesamt für Denkmalpflege Sachsen ergriff 1947 die Initiative und schlug den jungen Architekten Wolfgang Rauda als Koordinator für den Wiederaufbau vor. Es gab aber weiter keine behördlichen Genehmigungen. Im gemeindeeigenen Forst geschlagenes Holz wurde immer wieder beschlagnahmt. Im Hinblick auf Zinzendorfs 250. Geburtstag 1950 startete die Synode 1949 einen erneuten Versuch zum Wiederaufbau des Saals. 1950 erhielt sie die Genehmigung.
Ab 1951 wurde unter herausfordernden politischen und wirtschaftlichen Bedingungen die Rekonstruktion des Gebäudes umgesetzt, allerdings ohne Schwesternempore und Holzvertäfelung. Die Kosten betrugen etwa 200.000 Mark. Am 30. Oktober 1951 wurde das Richtfest gefeiert und am 9. August 1953 die Einweihung des wiederaufgebauten Kirchensaales. 1956 wurden ein neuer Dachreiter aufgesetzt und der neue kleine Saal angebaut. Zwischen 1985 und 1987 erfolgte eine große Innen- und Außenrekonstruktion des Kirchensaals mit einer Verstärkung des Dachstuhls, einer Neueindeckung des Dachs, einem Neuanstrich der Wände nach altem Muster und einer Turmrekonstruktion. 1988 wurden die Kirchenbänke neu weiß gestrichen.

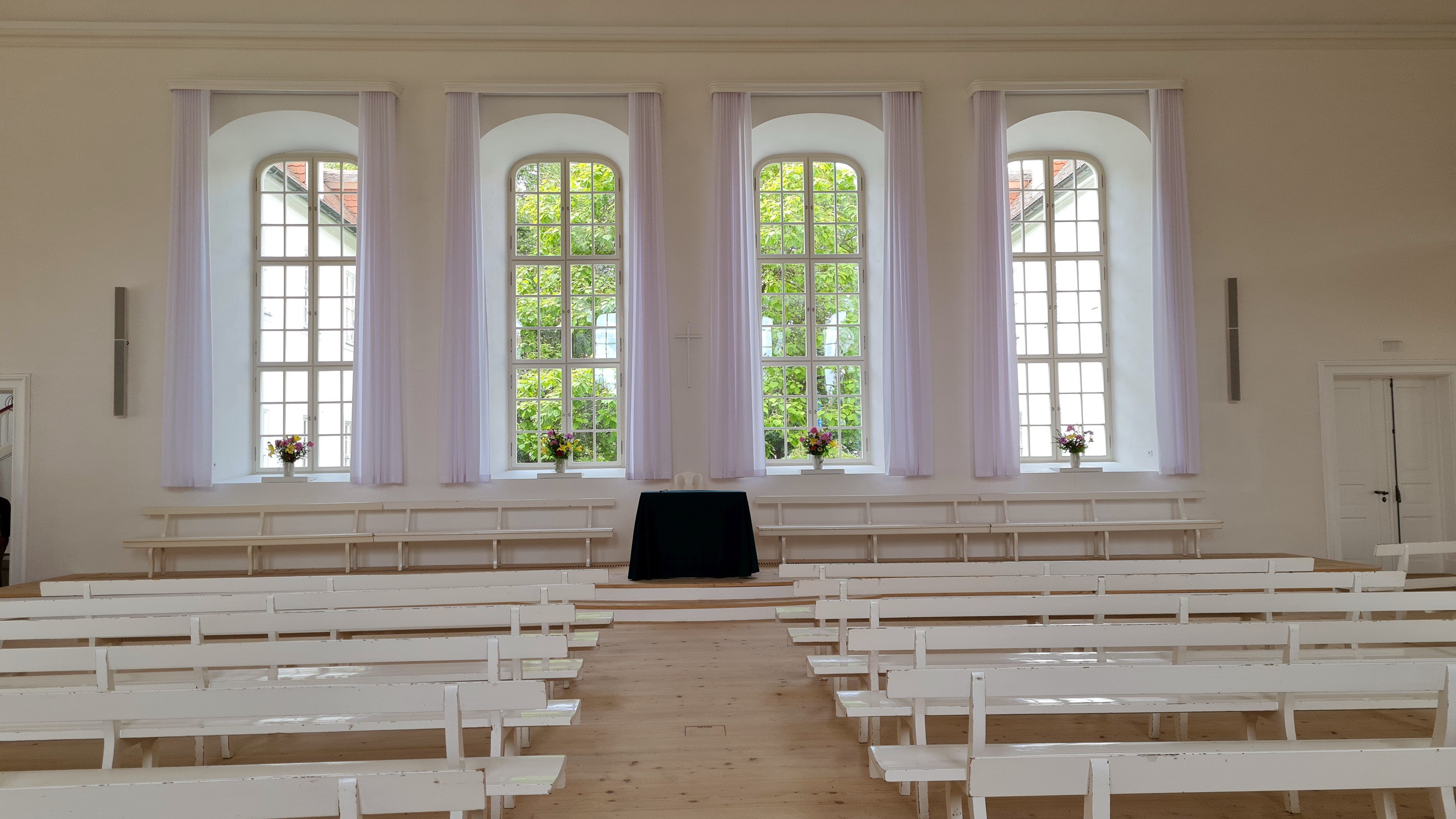
Innenraum (2022)

Die Wende und friedliche Revolution in der DDR 1989 eröffnete die Möglichkeit, verschiedene Baumängel zu beseitigen und den Wiederaufbau fortzusetzen. In mehreren Schritten folgten die Trockenlegung des Gebäudes (2005), die Sanierung von Dach und Außenfassade (2009), die Sanierung des Innensaals mit Rekonstruktion der Schwesternempore aus Schwarzwälder Weißtannenholz (2021) und der Umbau der Seitenflügel. 2019 rechnete man mit Kosten von etwa 1,7 Millionen Euro für die Arbeiten im großen Saal mit dem Einbau von Schwesternempore und Lambris sowie weiteren 670.000 Euro für die Sanierung der Orgel und circa 650.000 Euro für den Umbau der Seitenflügel. Die gesamten Kosten betragen am Ende voraussichtlich etwa 4 Millionen Euro. Dabei war die Brüdergemeine Herrnhut als Bauherr von dem Wunsch geleitet, den Kirchensaal als „gute Stube“ der Gemeinde zu erhalten und ihn als lebendigen Ort für Glauben, Begegnung, Bildung und Kultur zu gestalten.
Der Haushaltsausschuss des Bundestags beschloss im Juli 2024 eine Förderung in Höhe von 346.000 Euro für den Kirchensaal aus dem Denkmalschutzsonderprogramm. Mit dieser durch Mittel des Freistaates Sachsen in gleicher Höhe ergänzten Summe sollen unter anderem denkmalpflegerische Maßnahmen im Seitenflügel „Schwesternseite“ durchgeführt werden. Für einen Aufzug, moderne Sanitäranlagen und die Neugestaltung der Unitätsausstellung wurden weitere Fördermittel beantragt und Spenden gesammelt.

## Nutzung
Der Saal diente neben der gottesdienstlichen Nutzung auch der Repräsentation der Herrnhuter Gemeinde. Hier fanden große Festveranstaltungen statt und wurden bei politischen Anlässen auch Herrscher empfangen. So wurde das Haus für einen Besuch von König Friedrich August I. 1818 festlich illuminiert. 1813 bat Fürst Antoni Paweł Sułkowski darum, den Geburtstag Napoleons im Saal feiern zu dürfen. Die Bitte wurde ihm gewährt. 1932 fanden im Saal große Missionsveranstaltungen aus Anlass des Missionsbeginns der Herrnhuter Brüder statt. Wenn die Synode der Brüder-Unität in Herrnhut abgehalten wird, findet sie ebenfalls im Kirchensaal statt (zuletzt 2018).
Der Saal bietet Platz für etwa 600 Menschen. Die vielfältige Nutzung umfasst gottesdienstliche Versammlungen sowie Vorträge, Konzerte und Führungen. Auch Schulgottesdienste und Schulversammlungen der Johann-Amos-Comenius-Förderschule und der Evangelischen Zinzendorfschulen Herrnhut finden hier statt. Im Obergeschoss gibt es eine Ausstellung zu Geschichte und Arbeit der Brüder-Unität.

## Architektur und weltweite Wirkung

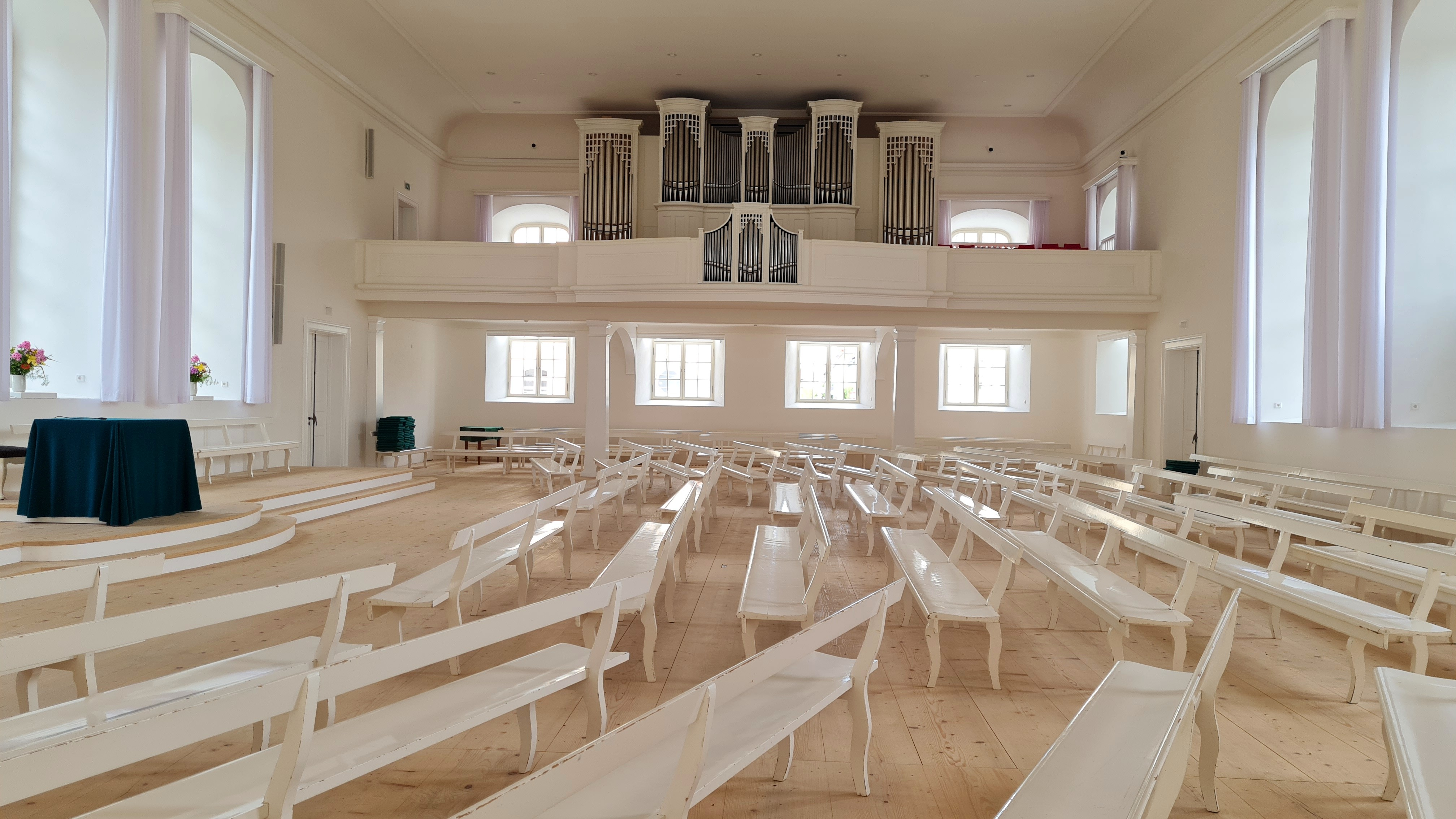
Innenraum mit Orgelempore

Architektur und Ausstattung des Herrnhuter Kirchensaals stellen einen Sonderfall im evangelischen Sakralbau dar, für den folgende Merkmale charakteristisch sind: die Querausrichtung, der weiße Innenanstrich, die beweglichen Bänke, der Liturgustisch anstelle von Altar und Kanzel, die symmetrische Gliederung in „Brüderseite“ und „Schwesternseite“ und der weitgehende Verzicht auf Schmuck- und Bildwerk.
Der Bau des Betsaals 1756/1757 markierte den Beginn einer neuen Entwicklungsperiode, bei der die kirchliche Verselbständigung der Brüdergemeine ihren Ausdruck im Errichten eigenständiger Kirchengebäude fand. Stärker als zuvor erhielt der „Große Saal“ die Züge eines kirchlichen Sakralbaus, der sich mit seinen hohen Fenstern und dem Dachreiter schon von Weitem als Kirche zu erkennen gab. Die Gestaltung des Innenraums orientierte sich allerdings weiterhin am Modell des quer ausgerichteten Saals der Gemeinhäuser.
Der Herrnhuter Kirchensaal steht in der Bautradition der Betsäle der Brüdergemeine, die sich im 18. Jahrhundert unter dem Einfluss von Graf Zinzendorf als ein eigenständiger Typus sakraler Architektur herausbildete. Der besondere kulturhistorische Rang des Herrnhuter Kirchensaals wurde 2018 durch seine Anerkennung als Denkmal von nationaler Bedeutung gewürdigt. Er erschließt sich aus der Betrachtung seiner architektonischen Auslegung in Verbindung mit seiner kultur- und wirkungsgeschichtlichen Einordnung.
Mit seiner eleganten spätbarocken Formgebung, die insbesondere in der Gestaltung der Emporen zum Ausdruck kommt, kann der Herrnhuter Saal als der erste „klassische“ Kirchensaal der Brüder-Unität angesehen werden. Er wurde Modell und Muster für viele weitere Saalbauten in Europa und Nordamerika, von Sarepta in Russland bis Bethlehem (Pennsylvania). In den traditionellen Siedlungsgründungen der Brüdergemeine ist die zentrale Stellung des Betsaals unübersehbar. Gleichwohl bleiben die Säle Bestandteil des städtebaulichen Gesamtkonzepts und fügen sich funktionell und architektonisch in den größeren Zusammenhang des Ortes ein.
Die bauliche Gestaltung des Kirchensaals trägt dem Gemeindeverständnis der Brüdergemeine und ihrer gottesdienstlichen Praxis Rechnung. Wesentlich für das Gemeindeverständnis ist das Ideal der Gleichheit aller Gläubigen als Brüder und Schwestern im Herrn. Damit war lange Zeit auch das Prinzip einer strengen Geschlechtertrennung verbunden. Die symmetrische Aufteilung des Saals in Brüder- und Schwesternseite mit separaten Eingängen diente dem Zweck, die „schickliche“ Trennung von Männern und Frauen zu gewährleisten.

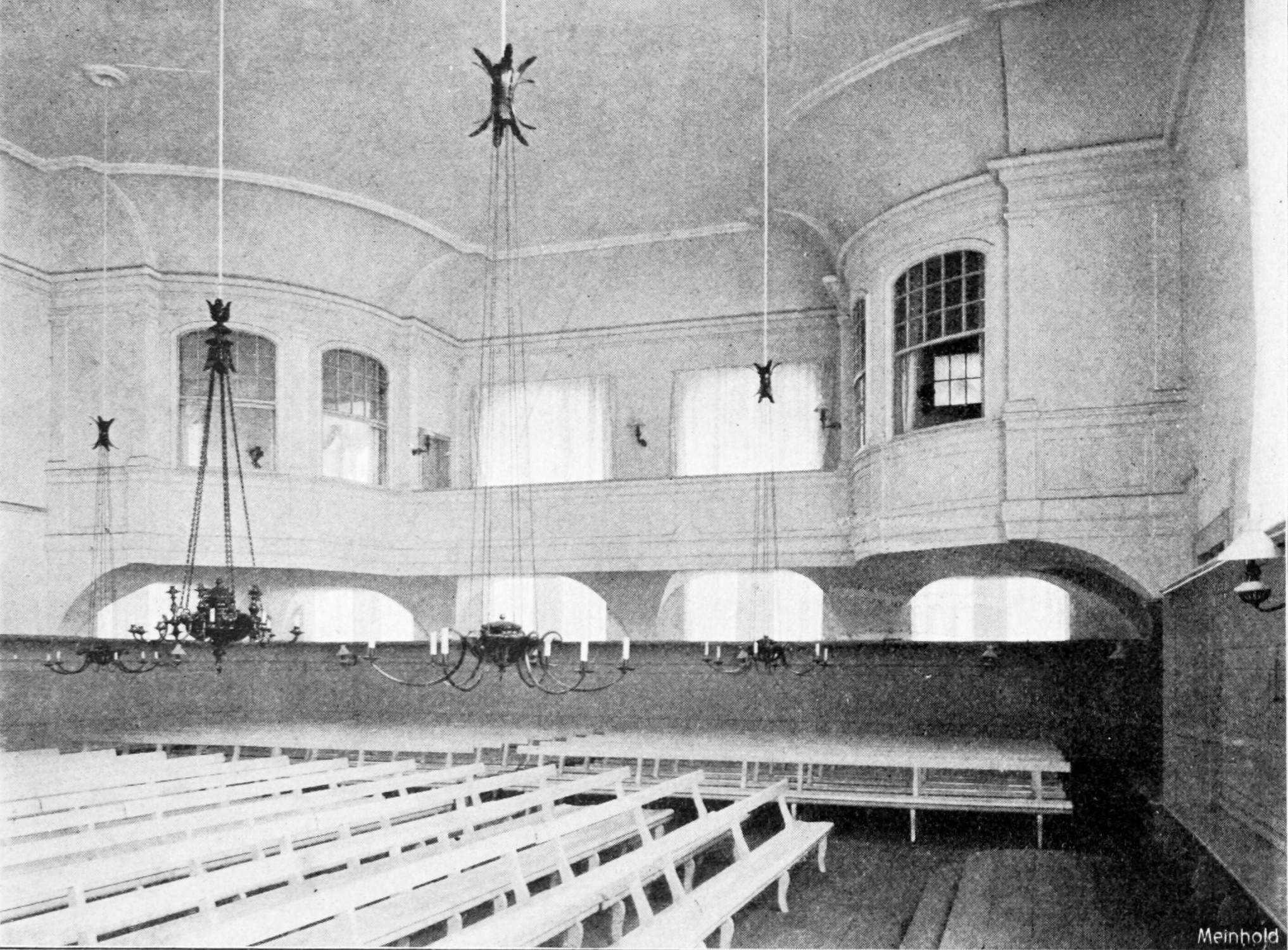
Logen (1910)

Ganz in Weiß präsentiert sich der Kirchensaal als Raum der Hoffnung und der Freude. Der Raum hat eine Grundfläche von 33,7 × 15,9 Quadratmetern und eine Höhe von 8,7 Metern. Die Emporen auf beiden Seiten symbolisieren die „obere Gemeinde“, das heißt die bereits verstorbenen Gemeindeglieder. Die irdische Gemeinde unten im Saal kann sich so mit dieser himmlischen Welt verbunden fühlen. Dieses Zusammenspiel von „oben“ und „unten“ kommt in den Liturgien zu besonderen Anlässen zum Ausdruck, zum Beispiel in der Karwoche, in Wechselgesängen zwischen Kirchenchor (auf der Orgelempore) und Gemeinde. Waren die Logen auf den Emporen zuerst dem Adel vorbehalten, dienten sie später als Räume für Kleingruppen zum Beispiel für das gemeinsame Gebet.
Die Architektur des Kirchensaals der Brüdergemeine ist steingewordener Ausdruck ihres Glaubens. Sie spiegelt eine geistliche Ästhetik wider, die auf ein intuitives religiöses Erleben abzielt und die Herrnhuter Tradition bis heute prägt.

## Orgeln

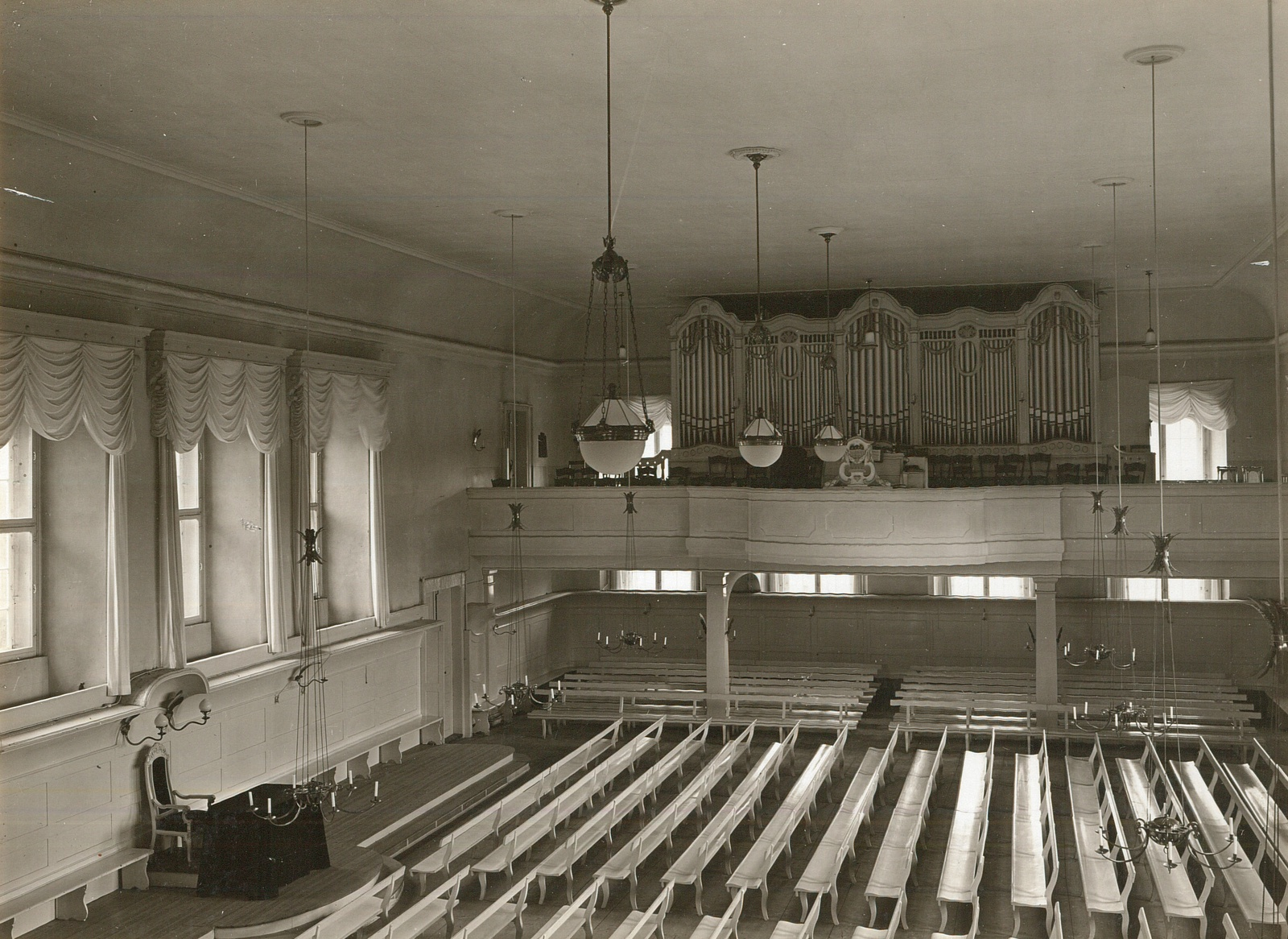
Rühlmann-Orgel 1938

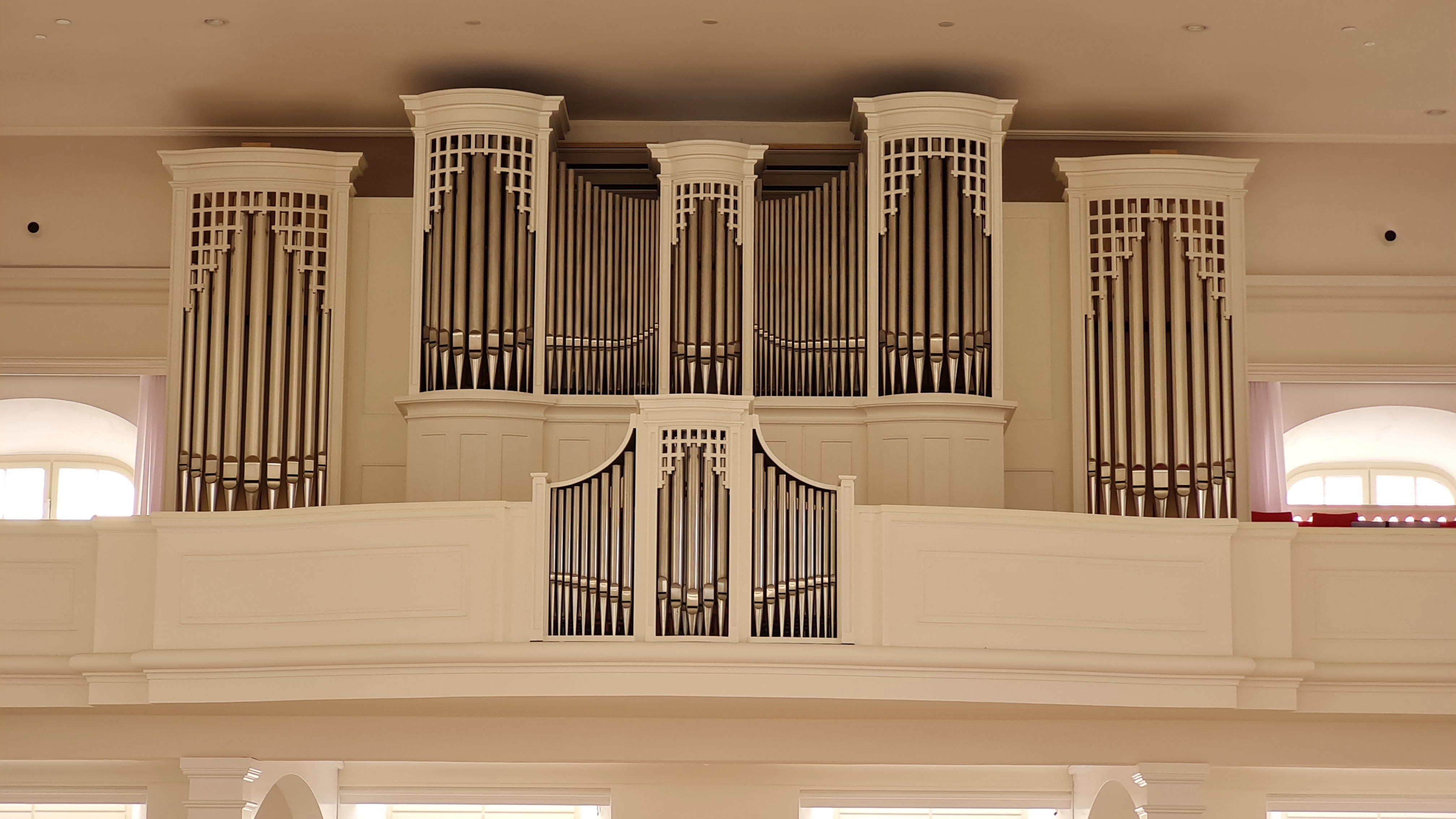
Schuster-Eule-Orgel 2022

Im Kleinen Saal des Gemeinhauses stand eine kleine Orgel, die Zinzendorf von Gottfried Lehmann aus Dresden für 180 Reichstaler erworben hatte.
Am 20. September 1757 wurde im neuen Großen Saal eine Orgel aus der Werkstatt von Johann Gottlieb Tamitius eingeweiht. Diese Orgel mit zwölf Registern und zwei Manualen kostete 350 Taler. 1822 erhielt sie einen neuen Prospekt von dem Bildhauer Joseph Gareis. Zum hundertjährigen Jubiläum 1857 wurde sie überarbeitet und erweitert, aber 1864 an die Kirche in Nostitz verkauft, wo ihr Prospekt heute noch erhalten ist.
Darauf erwarb die Gemeinde 1865 eine Jahn-Orgel mit 20 Registern auf zwei Manualen und Pedal. Zum 150-jährigen Saaljubiläum 1907 wurde die große Rühlmann-Orgel eingebaut. Diese kostete 15.000 Mark und besaß 40 Register auf drei Manualen und Pedal sowie pneumatische Kegelladen. Das Gehäuse stammte von dem Herrnhuter Tischler A. Arndt. Die alte Orgel erhielt die Gemeinde Todesfelde.
1956/1957 wurde nach dem Wiederaufbau des Saals eine Schuster-Orgel mit zwei Manualen, darunter einem Rückpositiv, 23 Registern und einem freistehenden Spieltisch installiert. Sie kostete 35.000 Mark. Der Klang entsprach dem Ideal des norddeutschen Neobarock. Die in der DDR nicht erhältlichen Zungenregister spendete die Gemeinde Bad Boll 1960. Zum Jubiläum 2022 wurde dieses Instrument von Hermann Eule Orgelbau Bautzen umfassend instand gesetzt und um ein drittes Manual erweitert, das in Anlehnung an amerikanische David-Tannenberg-Orgeln den ursprünglichen warmen und grundstimmenbetonten „Herrnhuter Orgelklang“ wiederbelebt. Der freistehende Spieltisch und die Trakturen wurden neu gebaut, außerdem erhielt das Pedal als Klangfundament einen Principalbass 16′. Die Orgel hat nun 2.142 Pfeifen, davon 570 neue, und folgende Disposition:
| I Rückpositiv C–f3 |                   |       |
| 1.                 | Gedackt           | 8′    |
| 2.                 | Principal         | 4′    |
| 3.                 | Rohrflöte         | 4′    |
| 4.                 | Nachthorn         | 2′    |
| 5.                 | Sifflöte          | 1′    |
| 6.                 | Sesquialtera II 0 | 1 ⁄3′ |
| 7.                 | Cymbel III        | 1⁄3′  |
| 8.                 | Krummhorn         | 8′    |
|                    | Tremulant         |       |

| II Hauptwerk C–f3 |                             |        |
| 9.                | Quintadena                  | 16′    |
| 10.               | Bordun (WS Nr. 22)          | 16′    |
| 11.               | Principal                   | 08′    |
| 12.               | Viola di Gamba (WS Nr. 24)  | 08′    |
| 13.               | Flauto traverso (WS Nr. 25) | 08′    |
| 14.               | Zartpommer                  | 08′    |
| 15.               | Octave                      | 04′    |
| 16.               | Blockflöte                  | 04′    |
| 17.               | Salicet (WS Nr. 28)         | 04′    |
| 18.               | Nassat                      | 02 ⁄3′ |
| 19.               | Octave                      | 02′    |
| 20.               | Mixtur IV                   | 01 ⁄3′ |
| 21.               | Trompete                    | 08′    |
|                   | Tremulant                   |        |

| III Schwellwerk/Farbwerk C–f3 |                  |     |
| 22.                           | Bordun           | 16′ |
| 23.                           | Principal dulcis | 08′ |
| 24.                           | Viola di Gamba   | 08′ |
| 25.                           | Flauto traverso  | 08′ |
| 26.                           | Salicional       | 08′ |
| 27.                           | Lieblich Gedackt | 08′ |
| 28.                           | Salicet          | 04′ |
| 29.                           | Flauto amabile   | 04′ |
| 30.                           | Hohlflöte        | 02′ |
| 31.                           | Hautbois         | 08′ |
|                               | Tremulant        |     |

| Pedal C–f1 |                 |        |
| 32.        | Principalbass   | 16′    |
| 33.        | Subbass         | 16′    |
| 34.        | Octavbass       | 08′    |
| 35.        | Bassflöte       | 08′    |
| 36.        | Choralbass II   | 04′    |
| 37.        | Rauschpfeife V  | 02 ⁄3′ |
| 38.        | Trompetenbass 0 | 16′    |

- Koppeln: I/II, III/II, I/P, II/P, III/P
- mechanische Spiel- und elektrische Registertraktur, Schleifladen

## Glocken

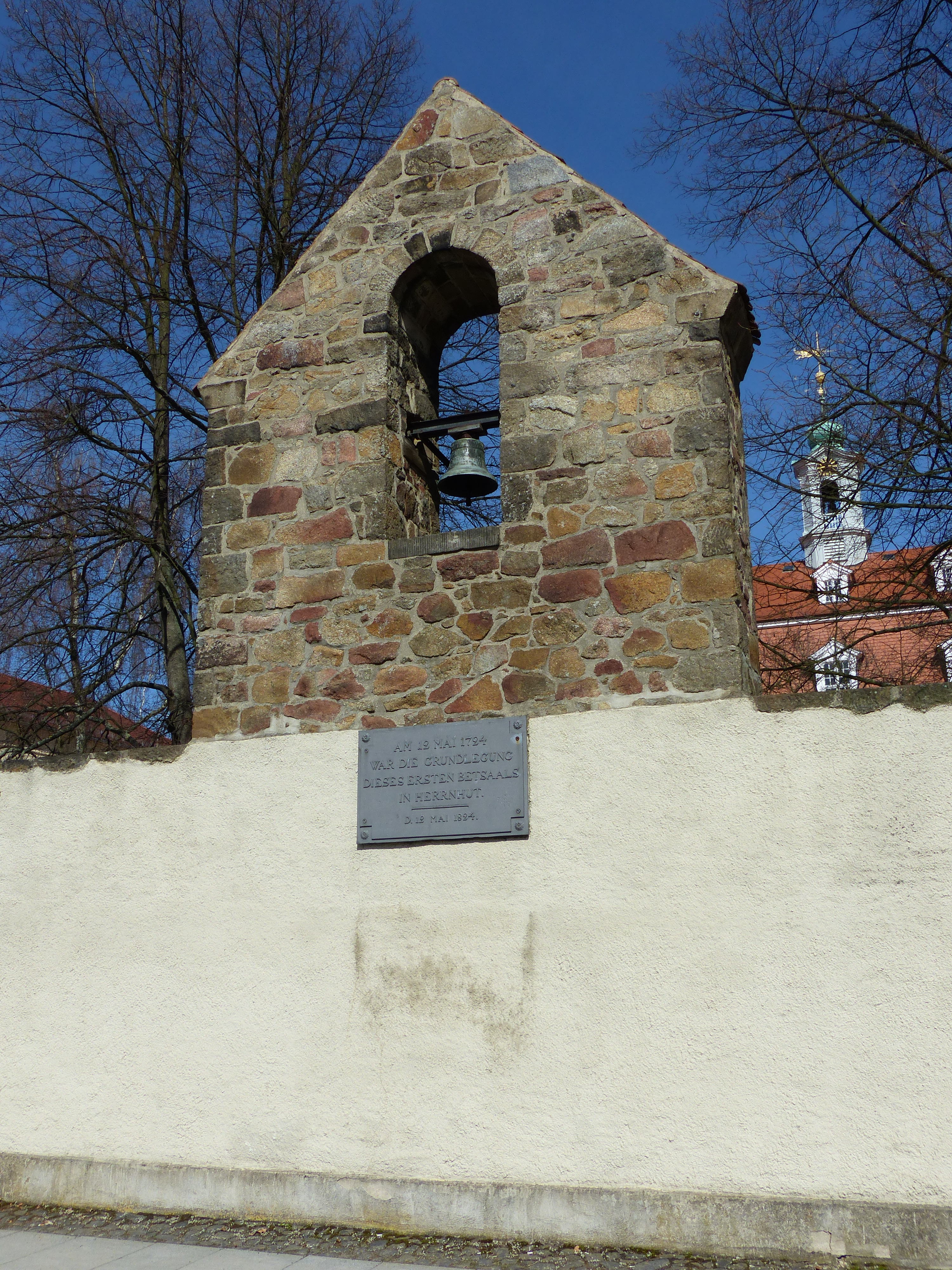
Glockentürmchen mit der ältesten Glocke von 1745

Zinzendorf erwarb die erste Glocke 1745 für 15 Taler für das Gemeinhaus. Sie wurde von Körner in Sorau gegossen und trug die Aufschrift „Jesu Wunden, Blut, Tod und Pein bleiben der Text in der Kreuzgemein“ und „Herrnhut soll nicht länger stehen, als die Werke seiner Hand ungehindert drinnen gehen und die Liebe sei das Band“. Die Glocke überdauerte beide Weltkriege und konnte vom Hamburger Glockenfriedhof geborgen werden. Sie hängt heute in einem Glockentürmchen südwestlich des Kirchensaals, an einem stehengebliebenen Mauerrest des alten Gemeinhauses.
Eine zweite Glocke wurde 1764 gegossen und trug die Umschrift: „Er rufete dem, das nicht ist, daß es sey“. Die dritte und größte Glocke wurde zum Saaljubiläum 1857 von Friedrich Gruhl in der Kolonie Kleinwelka gegossen. Sie musste im Ersten Weltkrieg abgegeben werden und konnte 1922 durch eine Spende des Unternehmers Abraham Dürninger ersetzt werden. Die neue Glocke trug die Aufschrift: „Erneure unsere Tage wie von Alters“.
Alle drei Glocken mussten im Zweiten Weltkrieg abgeliefert werden. Die beiden größeren wurden eingeschmolzen. Die Kirche erhielt Nachkriegs-Stahlglocken mit den Tönen cis, e und fis aus der Glockengießerei in Apolda. Zusammen mit einer vierten kleinen Glocke für das tägliche Gebet wurden sie am Heiligen Abend 1955 erstmals geläutet. 1990 konnten in Pößneck drei neue Bronzeglocken als Ersatz gegossen werden. Sie haben, bei gleichem Gewicht, die Töne a, c, und d. Die beiden kleineren Stahlglocken wurden nach Tansania verschenkt, die größere befindet sich heute im sogenannten Grafenhaus Herrnhaag.

## Galerie

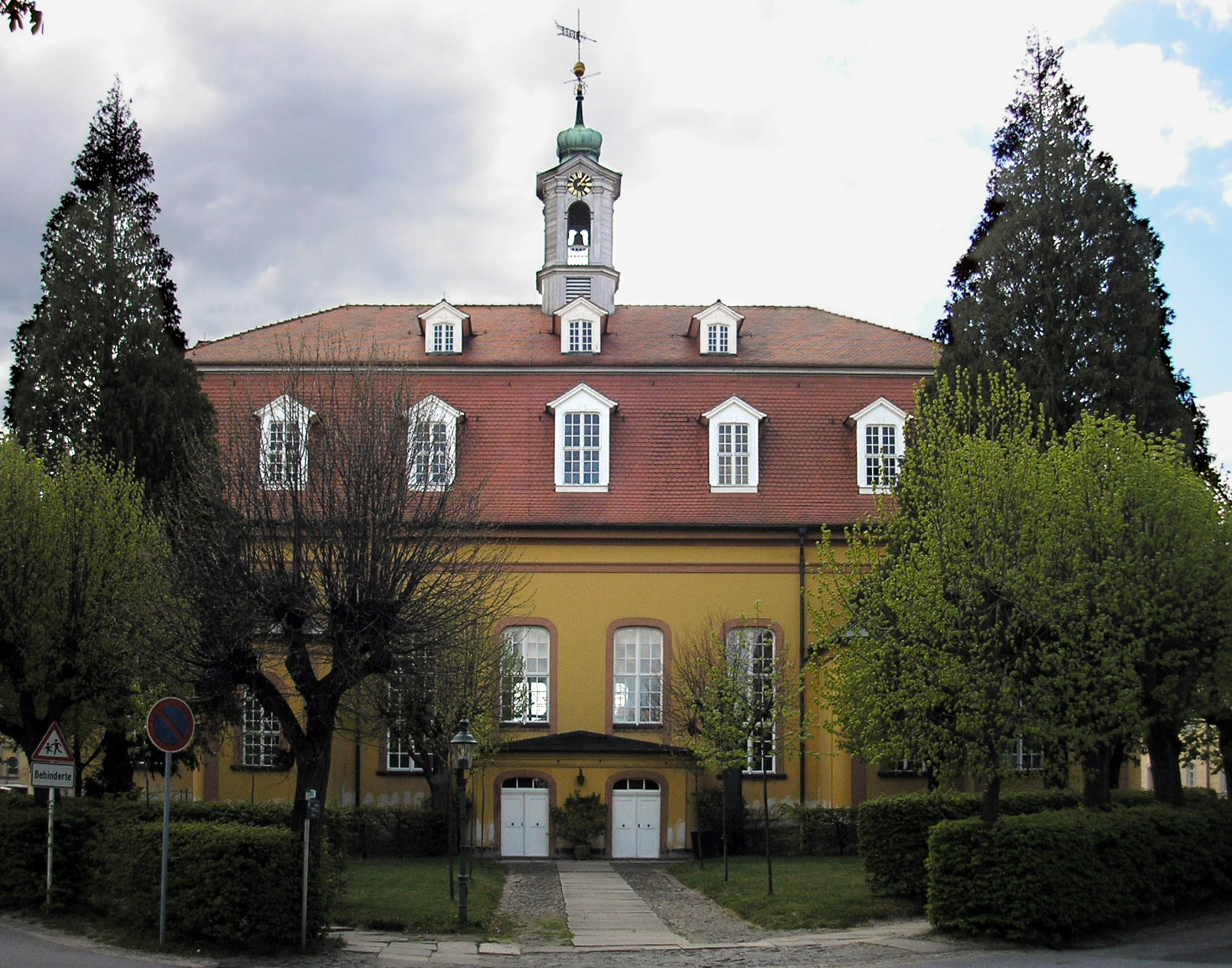
Kirchensaal mit gelbem Anstrich 2005
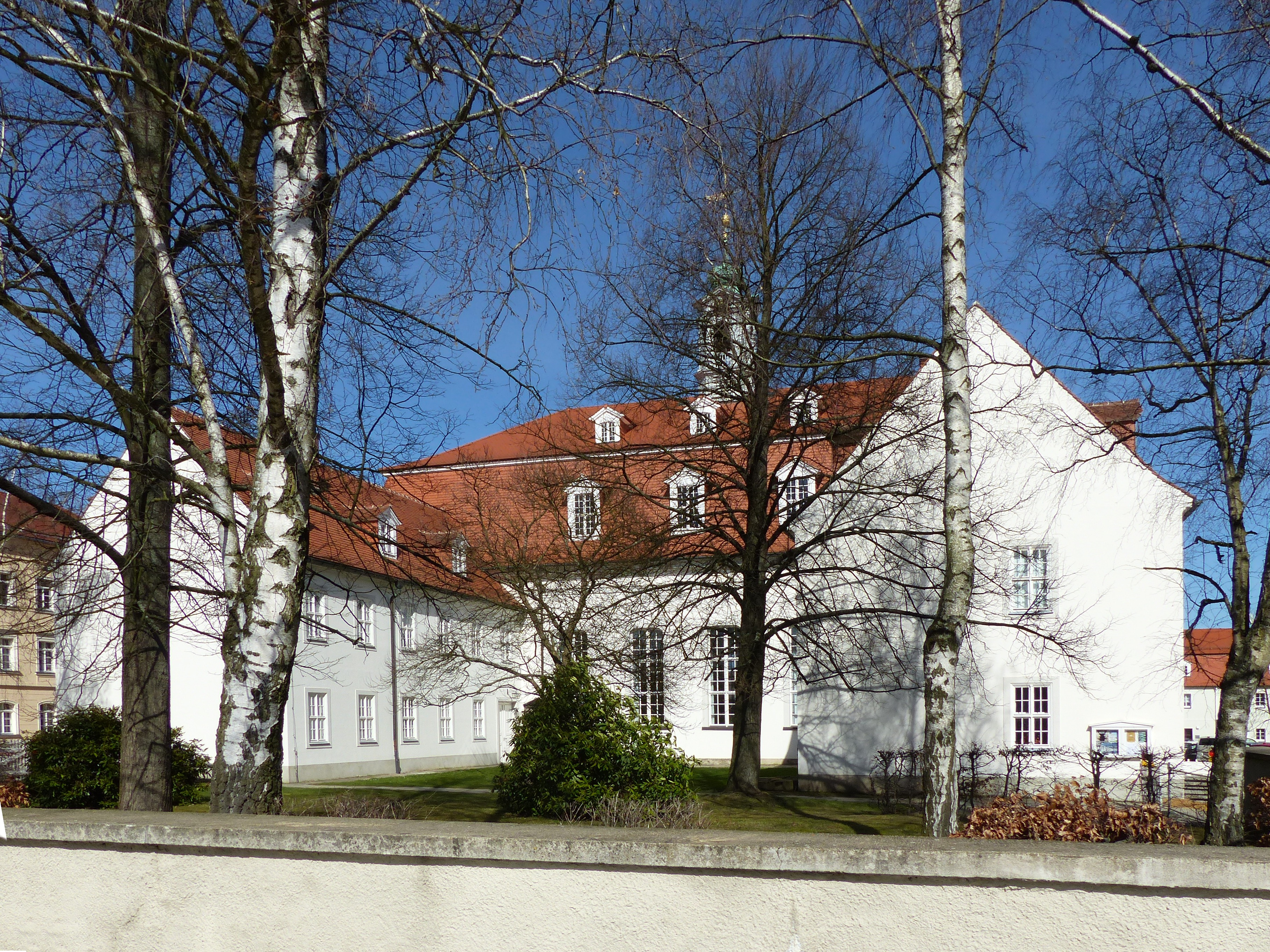
Außenansicht 2016 (von Südwesten)
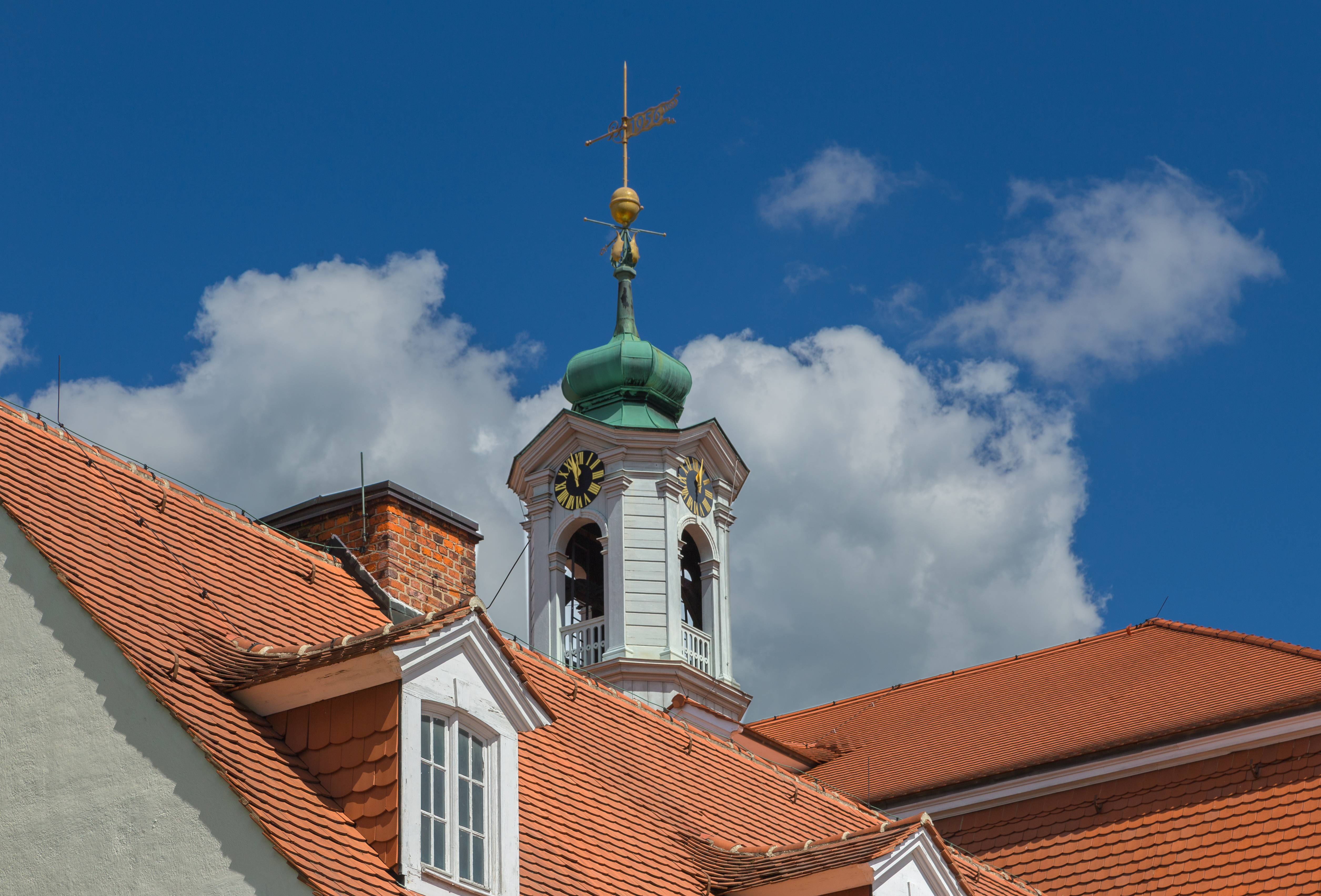
Dachreiter mit Wetterfahne
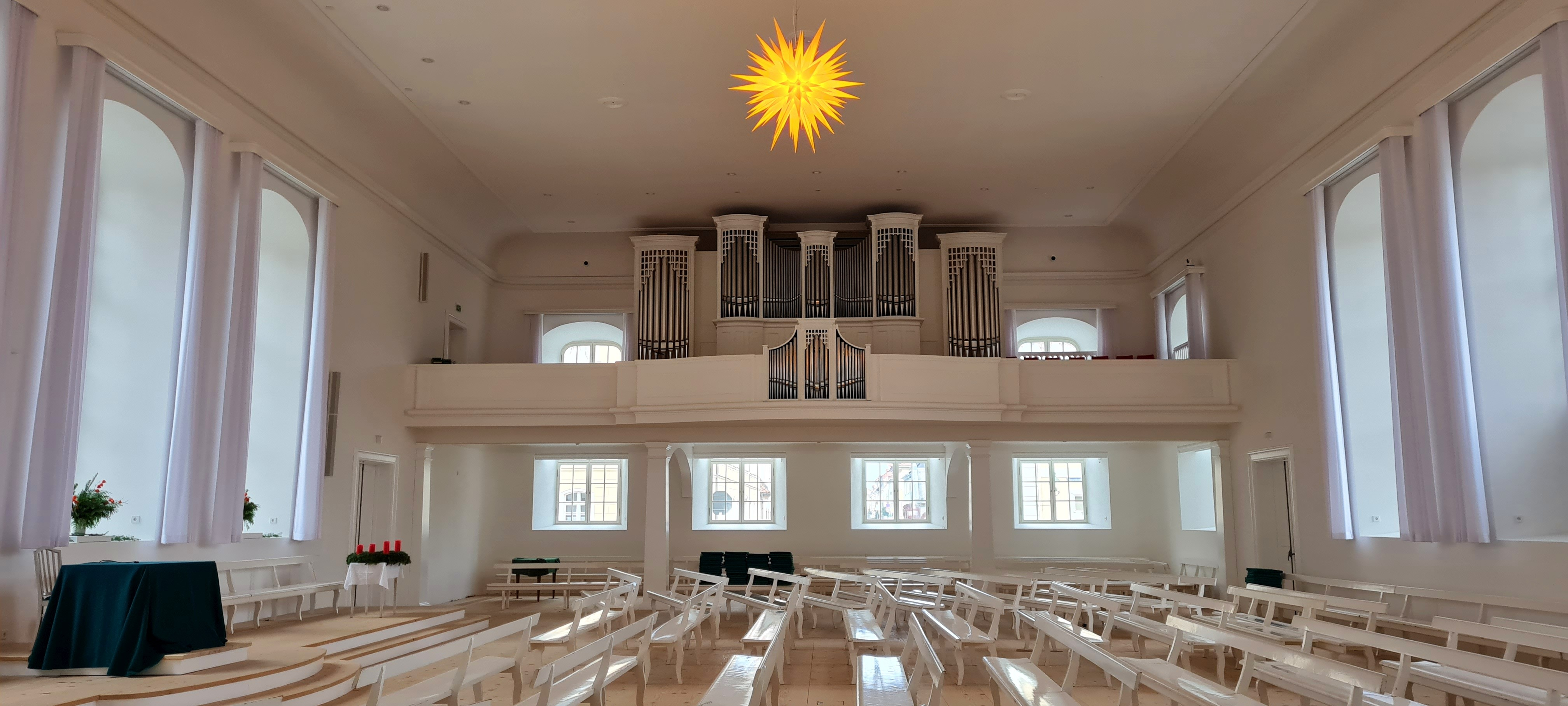
Innenraum 2022 mit 110-zackigem Herrnhuter Stern
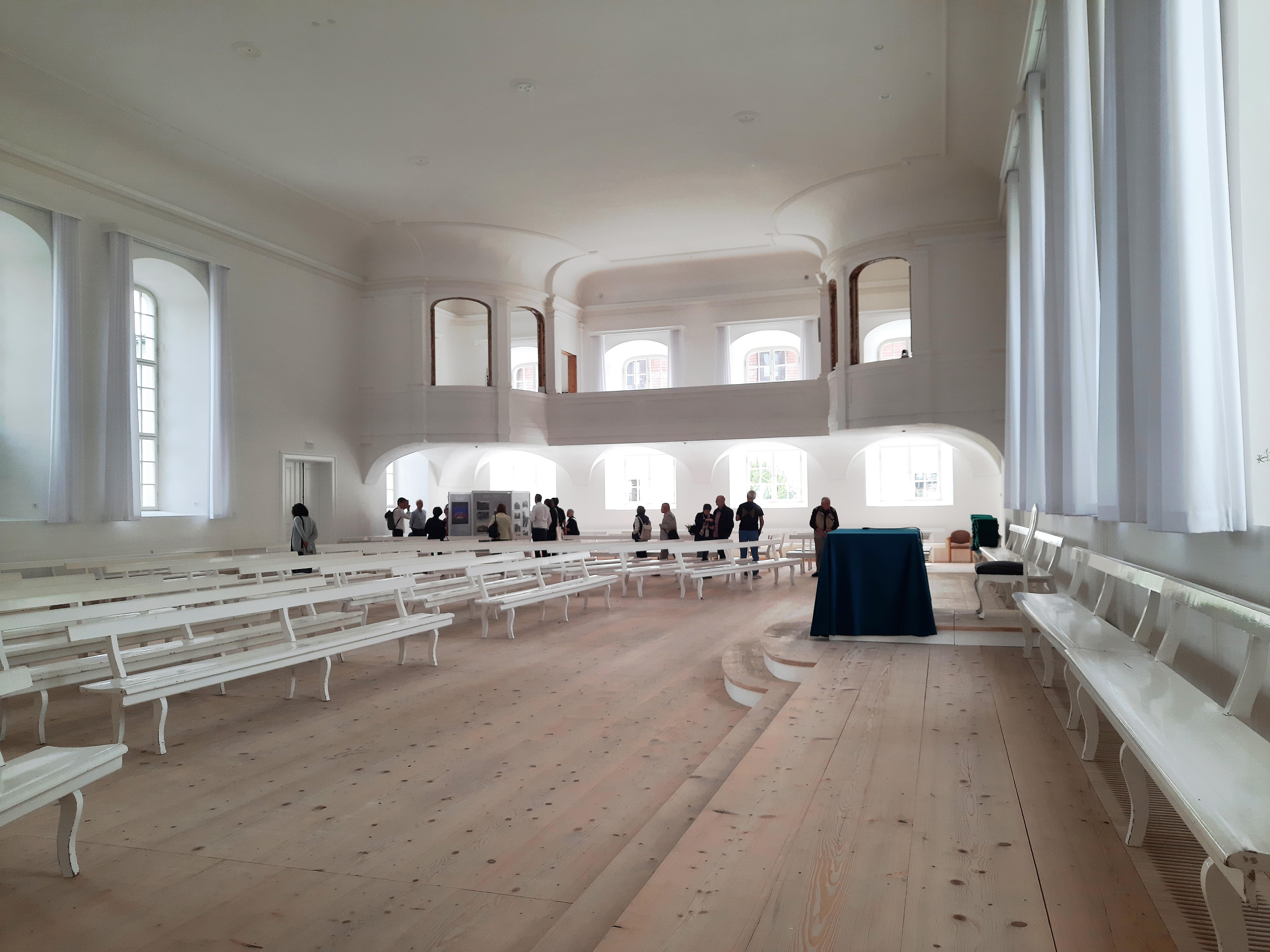
Empore mit Betstuben